# اندیس تختان۳
تختان۳ یک اندیس غیرفلزی است که در حوالی شهر کبیرکوه استان ایلام قرار دارد و مادهٔ معدنی موجود در آن، نمک است.  